# Menthon-Saint-Bernard
 Menthon-Saint-Bernard  es una población y comuna francesa, en la región de Ródano-Alpes, departamento de Alta Saboya, en el distrito de Annecy y cantón de Annecy-le-Vieux.

## Demografía
| 575 | 702 | 818 | 1178 | 1517 | 1659 |
| Para los censos de 1962 a 1999 la población legal corresponde a la población sin duplicidades (Fuente: INSEE [Consultar]) |     |     |      |      |      |